# 황헌 (조선)
황헌(黃憲, 1502년 ~ 1574년)은 조선의 문신이다. 본관은 우주(紆州). 자는 언규(彦規)이다. 한성부판윤, 이조판서 등을 역임하고, 1548년(명종 3) 우의정에 올라 위사공신(衛社功臣) 3등에 책록되었다.

## 생애
1521년(중종 16) 별시문과에 을과로 급제하여 기사관, 정자, 저작, 부수찬, 정언, 부교리, 지평, 교리, 부응교, 응교, 장령, 시강관, 사인, 집의 등을 거쳐, 1533년에 당상관에 올라 성균관대사성, 병조참지를 거쳐서 동부승지가 되고 좌부승지, 좌승지를 거쳐서 도승지로 승진했으며 1537년 대사간, 1538년 예조참판이 되었다.
이후 예조참판, 병조참판, 사헌부대사헌, 이조참판, 승문원제조 등을 지냈다.
1542년, 형조판서로 정경의 반열에 올라 1543년 이조판서로 승진하고, 1544년 한성부판윤(漢城府判尹)이 되었다. 이후 바로 우참찬을 거쳐 좌참찬이 되었다.
1545년, 평안도관찰사가 되었다가 을사사화에 대윤을 몰아내는데 참여해서 지중추부사를 지내고 다시 한성부판윤이 되었으며, 곧 우찬성으로 특진관을 겸하다가 바로 병조판서가 되었다.
1548년(명종 3) 우의정에 올라 위사공신(衛社功臣) 3등에 책록되었다. 1549년 좌의정에 올라 노비·논밭 및 가옥 등 상을 받기도 하였으나 윤원형(尹元衡)의 심복인 부제학 진복창(陳復昌)에 의하여 공리(功利)를 탐하고 귀양 간 죄인을 함부로 죽였다는 탄핵을 받고 관작이 삭탈되었다. 고향으로 돌아가 1574년 양성(陽城)에 있는 집에서 편안히 늙어 죽었다.